# The Chronicles of Riddick: Escape from Butcher Bay
The Chronicles of Riddick: Escape from Butcher Bay è un videogioco sparatutto in prima persona, avventura dinamica e anche stealth, uscito nel 2004 su Xbox e Microsoft Windows, pubblicato da Vivendi Games. Il gioco è un prequel del film fantascientifico Pitch Black con Vin Diesel, e segue le vicende di Riddick, l'anti-eroe dei tre film Pitch Black, The Chronicles of Riddick e Riddick, quando cercava di fuggire dal carcere di massima sicurezza chiamato Butcher Bay. Un remake migliorato del gioco, incluso in The Chronicles of Riddick: Assault on Dark Athena, è stato pubblicato nel 2009.

## Trama
Il gioco inizia con l'arrivo di Johns e Riddick a Butcher Bay, mentre Abbott accompagna Riddick alla sua cella, nella zona di "Prima Massima" sicurezza, Johns incontra Hoxie per discutere della paga. Riddick familiarizza con la struttura, e istiga presto una rissa, durante la confusione, fugge nel sistema fognario. Arrivato nelle fogne combatte con gli abitanti mutanti di questo luogo, battuti questi ultimi incontra finalmente Pope Joe, per il quale recupera una radio persa. Nelle fogne incontra una donna di nome Shirah (Kristin Lehman) che gli dice che lui "è stato al buio per troppo tempo" ed è così che ottiene il suo marchio di fabbrica cioè l'"Eyeshine" in grado di vedere perfettamente al buio. In seguito, Riddick accusa Popo Joe di aver manomesso i suoi occhi ma il povero vecchio si difende dicendo di avere curato solo il braccio ferito di Riddick. Dopo tutto ciò Riddick continua la sua fuga nelle fogne utilizzando a suo vantaggio l'Eyeshine.
L'anti-eroe viene catturato e trasferito alla zona di "Doppia Massima" sicurezza, dove riesce ad infiltrarsi in un centro minerario; qui incontra un detenuto di grande influenza nell'area denominato Jagger Valance (Ron Perlman), che vuole fuggire insieme a lui. Riddick viene però scoperto e catturato dalle guardie, ma durante il suo trasferimento in un'altra sezione, nella prigione irrompono delle creature chiamate "Xeno". Riddick viene lasciato lì da solo e tenta di fuggire insieme a Valance, ma i suoi piani vengono sventati nuovamente da Johns, e Riddick si ritrova nella zona di "Tripla Massima" sicurezza, dove vengono tenuti i prigionieri nel sonno criogenico, che sono svegliati due minuti al giorno per eseguire degli esercizi fisici: durante questo breve periodo, Riddick scopre una falla nel sistema e riesce a fuggire nuovamente dirottando un grande robot. Per aprirsi la strada, egli combatte attraverso Butcher Bay per raggiungere Hoxie. Stanco di trattare con i funzionari della prigione, Johns aiuta Riddick per eludere le guardie e in due uccidono il guardiano. Alla fine del gioco in due rubano una nave e fuggono finalmente dalla prigione.

## Modalità di gioco
In questo gioco, il giocatore assume il ruolo di Richard B. Riddick e deve tentare di fuggire da una prigione chiamata Butcher Bay. Il gioco è giocato principalmente da una prospettiva in prima persona (anche se le transizioni della camera in alcune scene hanno una prospettiva in terza persona) e incorpora elementi di generi di videogiochi come sparatutto in prima persona, avventura e stealth. A differenza di molti sparatutto in prima persona, il gioco non contiene l'HUD; sullo schermo è presente solo l'arma selezionata e piccoli box bianchi che indicano la salute del giocatore che viene visualizzata solo quando si subisce un danno. La salute può essere reintegrata in aree predesignate durante il gioco.
Il giocatore può interagire con gli abitanti del carcere, dai quali si riceverà quasi sempre una missione, conseguite le quali si potrà ottenere informazioni, strumenti ed altri premi. Nel gioco si verificano spesso conflitti tra i prigionieri e le guardie carcerarie o anche tra il giocatore e i prigionieri o le guardie; il giocatore può difendersi attaccandoli a mani nude o con armi improvvisate come clave o coltelli. Un sistema di scanning di sicurezza impedirà inizialmente il giocatore di utilizzare armi da fuoco, ma in seguito sarà disponibile anche un arsenale limitato.
La modalità "Stealth" si attiva quando il giocatore si accovaccia; i bordi dello schermo sono di colore blu quando il giocatore è nascosto, e intanto sarà possibile muoversi silenziosamente, e anche trascinare i corpi fuori dal raggio visivo del nemico e nascondersi sempre dai nemici. Questa modalità garantisce inoltre attacchi per uccidere rapidamente gli avversari, che Riddick può eliminare anche cadendo sopra di essi o furtivamente da dietro. Durante il gioco, Riddick acquisisce l'"Eyeshine", che gli permette di vedere al buio; usarla in luoghi illuminati accecherà temporaneamente Riddick.

## Personaggi
Il protagonista del gioco è Richard B. Riddick (Vin Diesel), un freddo e antieroico assassino confinato a Butcher Bay. Riddick è pieno di risorse, e cerca di fuggire dalla prigione con ogni mezzo necessario. Il suo carceriere è il cacciatore di taglie William J. Johns (Cole Hauser), col quale Riddick ha avuto già incontri al di fuori di Butcher Bay. Il guardiano della prigione è un uomo di nome Hoxie (Dwight Schultz), mentre Abbott (Xzibit) è una guardia carceraria. Il detenuto Pope Joe (Willis Burks II) è un vecchio pazzo, che vive nei tunnel fognari sotto il carcere.

## Accoglienza
| Testata                            | Versione | Giudizio |
| ---------------------------------- | -------- | -------- |
| GameRankings (media al 31-12-2021) | PC       | 90.95%   |
| GameRankings (media al 31-12-2021) | Xbox     | 88.72%   |
| Metacritic (media al 31-12-2021)   | PC       | 90/100   |
| Metacritic (media al 31-12-2021)   | Xbox     | 89/100   |
| 1UP.com                            | PC       | A+       |
| 1UP.com                            | Xbox     | A        |
| CVG                                | PC       | 8.6/10   |
| CVG                                | Xbox     | 8.3/10   |
| Eurogamer                          | PC       | 9/10     |
| Eurogamer                          | Xbox     | 9/10     |
| Game Informer                      | Xbox     | 9.5/10   |
| GameSpot                           | PC       | 9.3      |
| GameSpot                           | Xbox     | 9.3      |
| GameSpy                            | PC       | [ 21 ]   |
| GameSpy                            | Xbox     | [ 22 ]   |
| GamesRadar+                        | PC       | 8/10     |
| GameZone                           | PC       | 9.2/10   |
| GameZone                           | Xbox     | 9.2/10   |
| IGN                                | PC       | 8.8/10   |
| IGN                                | Xbox     | 8.5/10   |
| Maximum PC                         | PC       | 9/10     |
| PC Gamer (US)                      | PC       | 9.3/10   |

Escape from Butcher Bay ha ricevuto un'accoglienza sorprendente, tanto che alcuni recensori hanno preferito il gioco al film e l'hanno considerato un'eccezione alla mediocrità generali dei giochi tie-in basati sui film. Ad agosto 2004, la versione Xbox ha venduto 159,000; in seguito, il gioco è stato ripubblicato sotto la collana Platinum Hits. Al contrario, la versione per PC ha venduto 32.500 dopo sei mesi sugli scaffali.

## Remake ampliato
Nel maggio del 2007, Vivendi Games annunciò che Escape from Butcher Bay sarebbe stato rifatto da Starbreeze Studios per Xbox 360 e PlayStation 3 (Venne pubblicato anche una versione PC per Microsoft Windows). Intitolato The Chronicles of Riddick: Assault on Dark Athena, il gioco venne presentato come una "reinvenzione" di Escape from Butcher Bay, che include una modalità multiplayer e nuovi contenuti singleplayer.
Nel dicembre del 2007, Activision e Vivendi Games si unirono per diventare la nuova società chiamata Activision Blizzard; la nuova compagnia annunciò la cancellazione dei progetti di Assault on Dark Athena, di Brütal Legend, di Ghostbusters: The Video Game e di altri progetti (i titolo vennero messi in vendita da altre casa produttrici).
Nel settembre del 2008, Starbreeze Studios confermò, con lo stupore di tutti, che Assault on Dark Athena era in via di completamento. Il mese successivo, Atari acquistò i diritti di pubblicazione di Assault on Dark Athena e Ghostbusters: The Video Game, invece Starbreeze Studios dichiarò di aver raggiunto un accordo con gli Universal Studios per pubblicare altri titoli inerenti alle vicende di Riddick. Finalmente nell'aprile del 2009 venne pubblicato in Nord America, Europa ed Australia.